# Farol do Carapacho
Der Farol do Carapacho ist ein Leuchtturm auf der Ponta do Carapacho im Südosten der Azoreninsel Graciosa. Er steht im Gemeindegebiet von Luz im Kreis Santa Cruz da Graciosa. Der Leuchtturm ist unter der internationalen Nummer D-2670 und der nationalen Nummer 792 registriert. Er bestrahlt den Sektor von 165° bis 098°. Sein Licht besitzt eine Tragweite von 15 Seemeilen.

## Beschreibung
Der Farol do Carapacho ist ein runder, unverputzter Betonturm mit acht senkrechten Rippen. Er besitzt eine Laterne und eine Galerie, deren Metallteile rot gestrichen sind. Am Fuß des Leuchtturms steht ein einstöckiges Gebäude. Innerhalb der Mauern des Leuchtturmkomplexes stehen drei Nebengebäude. Die 1957 in Betrieb genommenen Leuchttürme Farol da Ponta do Cintrão und Farol de Ponta Garça auf São Miguel sind baugleich mit dem Farol do Carapacho.

## Geschichte
Der Generalplan zur Befeuerung der portugiesischen Küsten von 1883, der auch die Azoren berücksichtigte, sah den Bau eines Leuchtturms mit einer Optik vierter Ordnung vor, der als Kennung einen weißen Blitz pro Minute aussenden sollte. Die Tragweite sollte bei durchschnittlich 19 Seemeilen liegen. Nach einer Anpassung des Plans im Jahr 1902 sollte lediglich eine Optik fünfter Ordnung zum Einsatz kommen. Es dauerte aber noch bis zum 26. Mai 1956, bis der Leuchtturm errichtet und seiner Bestimmung übergeben wurde. Er wurde zunächst mit einem Acetylengasfeuer und einer Optik fünfter Ordnung (Brennweite 187,5 mm) betrieben. Für deren Rotation wurde ein Uhrwerk verwendet. Das rote Licht, das in Gruppen aus zwei Blitzen abgestrahlt wurde, reichte 19 Seemeilen weit. 1961 wurde auf weißes Licht umgestellt, was die Tragweite auf 20 Seemeilen erhöhte. Ein 1978 eingebautes Sonnenventil sorgte dafür, dass das Leuchtfeuer sich in Abhängigkeit von den äußeren Lichtverhältnissen ein- und ausschaltete. 1987 wurde der Leuchtturm elektrifiziert und an das öffentliche Stromnetz angeschlossen, wobei die alte Optik durch eine feste Optik 6. Ordnung (Brennweite 150 mm) ersetzt wurde. Als Lichtquelle dient seitdem eine 12-V-50-W-Halogen-Metalldampflampe.